# MediaTek
MediaTek Inc. (en xinès: 聯發科技股份有限公司; pinyin: Liánfā Kējì Gǔfèn Yǒuxiàn Gōngsī) és una empresa de semiconductors de Taiwan de tipus fabless (només dissenya i no fabrica) que proveeix solucions SoC per a comunicacions sense fils, HDTV, DVD i Blue-ray. Mediatek té 25 oficines arreu del món i va ser el tercer dissenyador més gran de circuits integrats el 2016. Mediatek fou fundada el 1997 i té la seu a Hsinchu, Taiwan.

## Adquisicions
- El 2005, adquireix Inprocomm, empresa de disseny d'IC sense fils amb protocols 802.11a, b and a/g.
- El 2007, aquireix el negoci de telefonia cel·lular d'Analog Devices.
- El 2011, adquireix Ralink Technology Corporation, especialista en connectivitat cable Ethernet i Wi-Fi.
- El 2012, adquireix Coresonic, fabrican de solucions en processament digital del senyal.
- El 2012, adquireix MStar, fabricant de solucions IC en televisió digital.

## Productes

### Processadors per a telèfons intel·ligents
Darrers models :
| Model               | CPU ISA          | fab        | CPU | GPU                           | Tecnologia en memòria                                               | Tecnologia ràdio sense fils                                                                             | Sortida mercat |
| ------------------- | ---------------- | ---------- | --- | ----------------------------- | ------------------------------------------------------------------- | --- | -------------- |
| MT6750              | ARMv8-A (64-bit) | 28 nm HPM  | 1.0 GHz quad-core ARM Cortex-A53 i 1.5 GHz quad-core ARM Cortex-A53                                          | Mali-T860 MP2 @ 520 MHz       | 32-bit de canal únic a 666 MHz LPDDR3 fins a 4GB                    | GSM, UMTS, GPRS, HSPA+, HSUPA, TD-SCDMA, CDMA2000 1x/EVDO Rev. A, Cat 6 FDD i TD-LTE w/ 20+20 CA, VoLTE | Q2 2016        |
| MT6753              | ARMv8-A (64-bit) | 28 nm LPM  | 1.3 GHz quad-core ARM Cortex-A53 i 1.5 GHz quad-core ARM Cortex-A53                                          | Mali-T720 MP3 @ 700 MHz       | 32-bit de canal únic a 666 MHz LPDDR3 up to 3GB                     | GSM, UMTS, GPRS, HSPA+, HSUPA, TD-SCDMA, CDMA2000 1x/EVDO Rev. A, Cat 4 FDD i TD-LTE                    | Q3 2015        |
| MT6750T             | ARMv8-A (64-bit) | 28 nm HPM  | 1.0 GHz quad-core ARM Cortex-A53 i 1.5 GHz quad-core ARM Cortex-A53                                          | Mali-T860 MP2 @ 650 MHz       | 32-bit de canal únic a 833 MHz LPDDR3 up to 4GB                     | GSM, UMTS, GPRS, HSPA+, HSUPA, TD-SCDMA, CDMA2000 1x/EVDO Rev. A, Cat 6 FDD i TD-LTE w/ 20+20 CA, VoLTE | Q2 2016        |
| MT6752M             | ARMv8-A (64-bit) | 28 nm HPM  | 1.5 GHz octa-core ARM Cortex-A53                                                                             | Mali-T760 MP2 @ 700 MHz       | 32-bit de canal únic a 800 MHz LPDDR3 (6.4 GB/sec)                  | GSM, UMTS, GPRS, HSPA+, HSUPA, TD-SCDMA, LTE Cat 4                                                      | Q3 2014        |
| MT6752              | ARMv8-A (64-bit) | 28 nm HPM  | 1.7 GHz octa-core ARM Cortex-A53                                                                             | Mali-T760 MP2 @ 700 MHz       | 32-bit de canal únic a 800 MHz LPDDR3 (6.4 GB/sec)                  | GSM, UMTS, GPRS, HSPA+, HSUPA, TD-SCDMA, LTE Cat 4                                                      | Q3 2014        |
| Helio P10; MT6755   | ARMv8-A (64-bit) | 28 nm HPC+ | 2 GHz quad-core ARM Cortex-A53 i 1.2 GHz quad-core ARM Cortex-A53                                            | Mali-T860 MP2 @ 700 MHz       | 32-bit de canal únic a 933 MHz LPDDR3 (7.4 GB/sec) fins a 4GB       | GSM, UMTS, GPRS, HSPA+, HSUPA, TD-SCDMA, CDMA2000 1x/EVDO Rev. A, Cat 6 FDD i TD-LTE w/ 20+20 CA        | Q4 2015        |
| Helio P15; MT6755T  | ARMv8-A (64-bit) | 28 nm HPC+ | 2.2 GHz quad-core ARM Cortex-A53 i 1.2 GHz quad-core ARM Cortex-A53                                          | Mali-T860 MP2 @ 700 MHz       | 32-bit de canal únic a 933 MHz LPDDR3 (7.4 GB/sec) fins a 4GB       | GSM, UMTS, GPRS, HSPA+, HSUPA, TD-SCDMA, CDMA2000 1x/EVDO Rev. A, Cat 6 FDD i TD-LTE w/ 20+20 CA        | Q3 2016        |
| Helio X10; MT6795   | ARMv8-A (64-bit) | 28 nm HPM  | Fins a 2.0 GHz octa-core ARM Cortex-A53                                                                      | PowerVR G6200 @ 700 MHz       | 32-bit dual-channel 933 MHz LPDDR3 (14.9 GB/sec)                    | GSM, UMTS, GPRS, HSPA+, HSUPA, TD-SCDMA, LTE Cat 4                                                      | Q4 2014        |
| Helio P20; MT6757   | ARMv8-A (64-bit) | 16 nm FFC  | 2.3 GHz quad-core ARM Cortex-A53 i 1.6 GHz quad-core ARM Cortex-A53                                          | Mali-T880 MP2 @ 900 MHz       | 16-bit dual-channel 1600 MHz LPDDR4x (12.8 GB/sec)                  | GSM, UMTS, GPRS, HSPA+, HSUPA, TD-SCDMA, CDMA2000 1x/EVDO Rev. A, Cat 6 FDD i TD-LTE w/ 20+20 CA        | Q3 2016        |
| Helio P25; MT6757CD | ARMv8-A (64-bit) | 16 nm FFC  | 2.6 GHz quad-core ARM Cortex-A53 i 1.6 GHz quad-core ARM Cortex-A53                                          | Mali-T880 MP2 @ 1 GHz         | 16-bit dual-channel 1600 MHz LPDDR4x (12.8 GB/sec)                  | GSM, UMTS, GPRS, HSPA+, HSUPA, TD-SCDMA, CDMA2000 1x/EVDO Rev. A, Cat 6 FDD i TD-LTE w/ 20+20 CA        | Q2 2017        |
| Helio X20; MT6797   | ARMv8-A (64-bit) | 20 nm HPM  | Fins a 2.1 GHz Dual-core ARM Cortex-A72, 1.85 GHz quad-core ARM Cortex-A53, 1.4 GHz quad-core ARM Cortex-A53 | Mali-T880 MP4 @ 780 MHz       | 32-bit de canal doble a 800 MHz LPDDR3                              | GSM, UMTS, GPRS, HSPA+, HSUPA, TD-SCDMA, CDMA2000 1x/EVDO Rev. A, Cat 6 FDD i TD-LTE w/ 20+20 CA        | Q4 2015        |
| Helio X23; MT6797D  | ARMv8-A (64-bit) | 20 nm HPM  | Fins a 2.3 GHz Dual-core ARM Cortex-A72, 1,85 GHz quad-core ARM Cortex-A53, 1.4 GHz quad-core ARM Cortex-A53 | Mali-T880 MP4 @ 800 MHz       | 32-bit de canal doble a 800 MHz LPDDR3                              | GSM, UMTS, GPRS, HSPA+, HSUPA, TD-SCDMA, CDMA2000 1x/EVDO Rev. A, Cat 6 FDD i TD-LTE w/ 20+20 CA        | Q1 2017        |
| Helio X25; MT6797T  | ARMv8-A (64-bit) | 20 nm HPM  | Fins a 2.5 GHz Dual-core ARM Cortex-A72, 2 GHz quad-core ARM Cortex-A53, 1.55 GHz quad-core ARM Cortex-A53   | Mali-T880 MP4 @ 800 MHz       | 32-bit de canal doble a 800 MHz LPDDR3                              | GSM, UMTS, GPRS, HSPA+, HSUPA, TD-SCDMA, CDMA2000 1x/EVDO Rev. A, Cat 6 FDD i TD-LTE w/ 20+20 CA        | Q4 2015        |
| Helio X27; MT6797X  | ARMv8-A (64-bit) | 20 nm HPM  | Fins a 2.6 GHz Dual-core ARM Cortex-A72, 2 GHz quad-core ARM Cortex-A53, 1.6 GHz quad-core ARM Cortex-A53    | Mali-T880 MP4 @ 800 MHz       | 32-bit de canal doble a 800 MHz LPDDR3                              | GSM, UMTS, GPRS, HSPA+, HSUPA, TD-SCDMA, CDMA2000 1x/EVDO Rev. A, Cat 6 FDD i TD-LTE w/ 20+20 CA        | Q1 2017        |
| Helio X30; MT6799   | ARMv8-A (64-bit) | 10 nm FF+  | Fins a 2.5 GHz Dual-core ARM Cortex-A73, 2.2 GHz Quad-core ARM Cortex-A53, 1.9 GHz Quad-core ARM Cortex-A35  | PowerVR GT7400 Plus @ 800 MHz | 16-bit de canal quàduple a 1866 MHz LPDDR4X                         | GSM, UMTS, GPRS, HSPA+, HSUPA, TD-SCDMA, CDMA2000 1x/EVDO Rev. A, Cat 10 FDD i TD-LTE w/ 3 CA           | Q1 2017        |
| Helio P60           | ARMv8-A (64-bit) | 12 nm FF+  | 8 nuclis amb 4 ARM Cortex-A73 a 2GHZ i 4 ARM A53 a 2GHz                                                      | Arm Mali-G72 MP3 a 800MHz     | Fins a 8GB RAM, dual-channel LPDDR4x a 1800 MHz, eMMC 5.1 / UFS 2.1 | Cat-7 (DL) / Cat-13 (UL); Dual 4G VoLTE; TAS 2.0; Global IMS, 802.11ac Wi-Fi, Bluetooth 4.2 i ràdio FM  | Q1 2018        |

### Processadors per atauletestàctils
| Model       | CPU ISA | CPU                                                                      | CPU cache         | GPU                                   | Tecnologia en memòria                     | Tecnologia ràdio sense fils                                                | Sortida mercat |
| ----------- | ------- | ------------------------------------------------------------------------ | ----------------- | ------------------------------------- | ----------------------------------------- | -------------------------------------------------------------------------- | -------------- |
| MT8317      | ARMv7   | 1.0 GHz dual-core ARM Cortex-A9                                          |                   | PowerVR SGX531 Ultra @ 522 MHz        |                                           |                                                                            | 3Q 2013        |
| MT8317T     | ARMv7   | 1.2 GHz dual-core ARM Cortex-A9                                          |                   | PowerVR SGX531 Ultra @ 522 MHz        |                                           |                                                                            | 3Q 2013        |
| MT8312      | ARMv7   | 1.3 GHz dual-core ARM Cortex-A7                                          | 256 KB L2         | Mali-400 @ 500 MHz                    |                                           | Multi-mode Rel. 8 HSPA+/TD-SCDMA, Wi-Fi, Bluetooth, GPS                    | 1H 2014        |
| MT8382      | ARMv7   | 1.3 GHz quad-core ARM Cortex-A7                                          | 256 KB L2         | Mali-400 MP2 @ 500 MHz                |                                           | Multi-mode Rel. 8 HSPA+/TD-SCDMA, Wi-Fi, Bluetooth, GPS                    | 1H 2014        |
| MT8117      | ARMv7   | 1.2 GHz dual-core ARM Cortex-A7                                          |                   | PowerVR SGX544 @ 156 MHz              |                                           |                                                                            | 1H 2014        |
| MT8121      | ARMv7   | 1.3 GHz quad-core ARM Cortex-A7                                          |                   | PowerVR SGX544 @ 156 MHz              |                                           | Wi-Fi, Bluetooth, GPS                                                      | 2H 2013        |
| MT8125      | ARMv7   | 1.2 GHz quad-core ARM Cortex-A7                                          | 1 MB L2           | PowerVR SGX544MP1 @ 256 MHz           | 32-bit LPDDR2/DDR3L                       |                                                                            | 1H 2013        |
| MT8389      | ARMv7   | 1.2 GHz quad-core ARM Cortex-A7                                          | 1 MB L2           | PowerVR SGX544 @ 286 MHz              | 32-bit LPDDR2/DDR3L                       | 3G                                                                         | 1H 2013        |
| MT8389T     | ARMv7   | 1.5 GHz quad-core ARM Cortex-A7                                          | 1 MB L2           | PowerVR SGX544 @ 357 MHz              | 32-bit LPDDR2/DDR3L                       | 3G                                                                         | 1H 2013        |
| MT8127      | ARMv7   | 1.3 GHz quad-core ARM Cortex-A7                                          | 512 KB L2         | Mali-450 MP4 @ 600 MHz                | 32-bit 666 MHz DDR3 (5.3 GB/s)            | Wi-Fi, Bluetooth, FM, GPS                                                  | 2014           |
| MT8135      | ARMv7   | 1.7 GHz dual-core ARM Cortex-A15 i 1.2 GHz dual-core ARM Cortex-A7       |                   | PowerVR G6200 (2 clusters) @ 450 MHz  |                                           |                                                                            | Anunciat 2013  |
| MT8135V     | ARMv7   | 1.5 GHz dual-core ARM Cortex-A15 i 1.2 GHz dual-core ARM Cortex-A7       |                   | PowerVR G6200 (2 clusters) @ 450 MHz  | 32-bit DDR3L                              |                                                                            | Q3 2014        |
| MT8321      | ARMv7   | 1.3 GHz quad-core ARM Cortex-A7                                          |                   | Mali-400                              |                                           | UMTS / HSPA+ R8 / TD-SCDMA / EDGE, Wi-Fi, Bluetooth, FM, GPS               | 2014           |
| MT8151      | ARMv7   | 1.7 GHz octa-core ARM Cortex-A7                                          |                   | Mali-450 MP4                          |                                           | Wi-Fi, Bluetooth, GPS                                                      |                |
| MT8392      | ARMv7   | 2.0 GHz octa-core ARM Cortex-A7                                          | 32 KB L1, 1 MB L2 | Mali-450 MP4 @ 700 MHz                |                                           | 3G                                                                         | 1H 2014        |
| MT8732      | ARMv8   | 1.5 GHz quad-core ARM Cortex-A53                                         | 512 KB L2         | Mali-T760 MP2 @ 500 MHz               | Fins a 800 MHz LPDDR3 (6.4 GB/s)          | LTE Cat 4 (4G), 3G, 2G, Wi-Fi, Bluetooth, FM, GPS/Glonass/BeiDou           | Q4 2014        |
| MT8735      | ARMv8   | 1.3 GHz quad-core ARM Cortex-A53                                         |                   | Mali-T720 MP2                         | LPDDR3                                    | LTE Cat 4 (4G), 3G, 2G, Dual-band Wi-Fi, Bluetooth, FM, GPS/Glonass/BeiDou | Q2 2015        |
| MT8752      | ARMv8   | 1.7 GHz octa-core ARM Cortex-A53                                         |                   | Mali-T760 MP2 @ 700 MHz               |                                           | LTE Cat 4 (4G), 3G, 2G etc.                                                | Q4 2014        |
| MT8163(V/A) | ARMv8   | 1.5 GHz quad-core ARM Cortex-A53                                         |                   | Mali-T720 MP2 @ 600 MHz               | 800 MHz DDR3/L                            | Dual-band Wi-Fi, Bluetooth, FM, GPS                                        | Q2 2015        |
| MT8163(V/B) | ARMv8   | 1.3 GHz quad-core ARM Cortex-A53                                         |                   | Mali-T720 MP2 @ 520 MHz               | 800 MHz DDR3/L                            | Dual-band Wi-Fi, Bluetooth, FM, GPS                                        | Q2 2015        |
| MT8173      | ARMv8   | Fins a 2 GHz dual-core ARM Cortex-A72 i dual-core ARM Cortex-A53         |                   | PowerVR GX6250 (2 clusters)           |                                           |                                                                            | Q1 2015        |
| MT8176      | ARMv8   | Fins a 2 GHz dual-core ARM Cortex-A72 i 1.6 GHz quad-core ARM Cortex-A53 |                   | PowerVR GX6250 (2 clusters) @ 600 MHz | dual channel 32-bit LPDDR3 DRAM (933 MHz) | a/b/g/n/ac WiFi, Bluetooth, FM, GPS                                        | Q1 2016        |